# TGV 리리아
TGV 리리아(프랑스어: TGV Lyria)는 프랑스의 국제 고속철도 브랜드 이름으로 프랑스와 스위스를 오가는 국제 고속열차를 운행하고 있다. 프랑스의 철도 기업인 SNCF가 74%의 지분을 보유하고 있으며 스위스 연방 철도가 26% 지분을 보유하고 있다.

## 역사

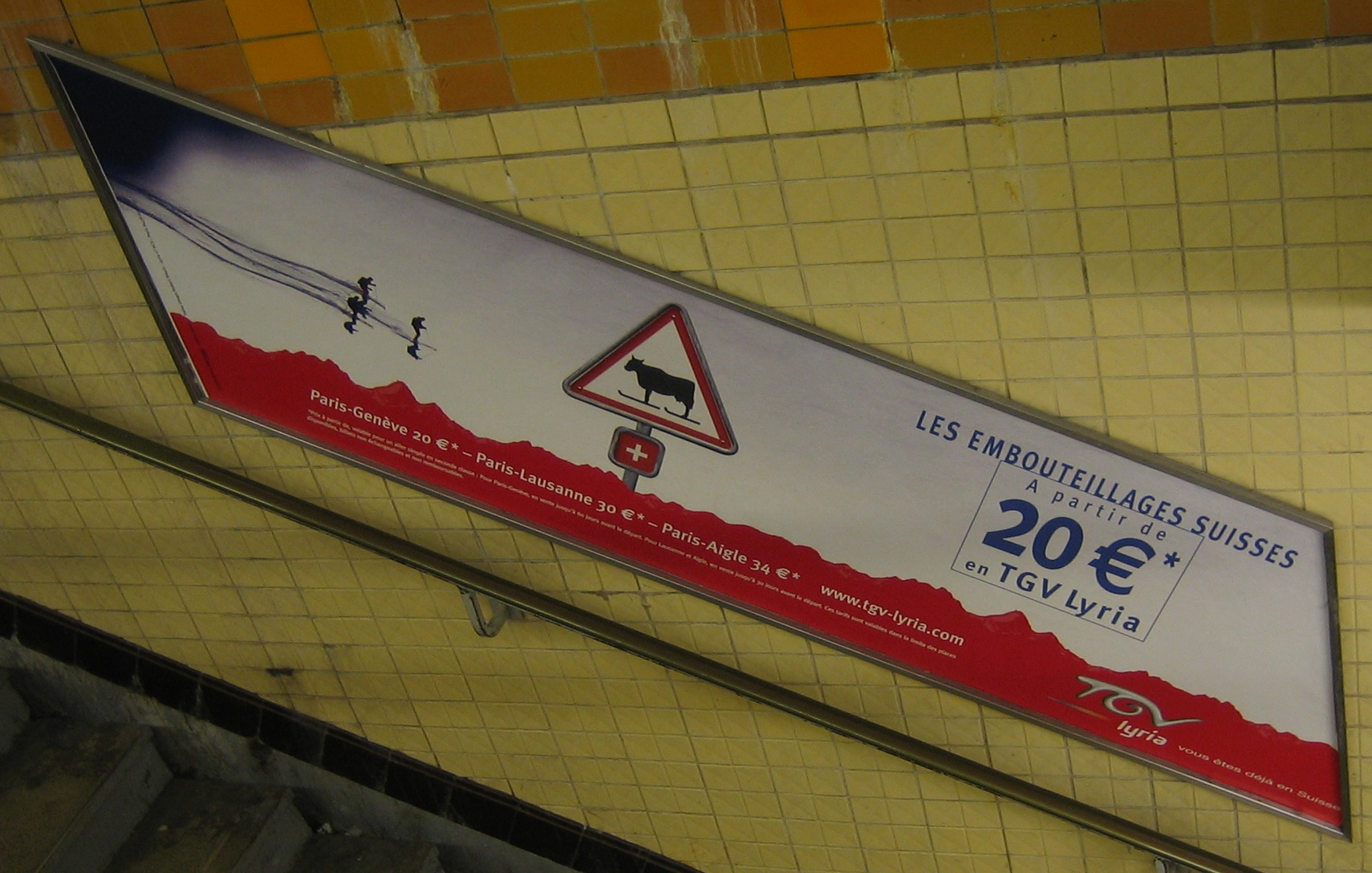
TGV 리리아 광고

TGV 리리아 노선도

1961년에 파리에서 로잔을 오갔던 트랜스 유로포 익스프레스로 이와는 별도로 밀라노까지 운행했던 시젤바 열차도 운행했다. 1981년에 TGV가 운행을 시작하면서 SNCF TGV 쉬드-에스트 차량으로 운용했다. 1984년 1월 22일 TGV 노선이 개통되면서 기존에 운행했던 트랜스 유로프 익스프레스는 로잔으로 단축되었다. 과거에 운행했던 유럽 특급 열차의 경우 샹젤리제, 레마노, 루테리아, 시젤바가 존재했다. 1987년 5월 31일, 모든 열차가 유로시티로 통합이 되면서 베른 노선을 운행하기 시작했다.
1993년 5월 23일, 파리에서 로잔, 베른 구간을 운행하기 위해 GIE TGV France Suisse 기업이 설립 했는데 오늘날의 TGV 리리아의 전신이다. 당시 제네바에 정차하지 않았다. 1995년부터 1996년까지 하루 1회 왕복 운행 시 론에 정차했다. 동일한 구간을 운행했던 다른 열차와 마찬가지로 LGV 데 네주 노선이 있다. 1997년 9월 28일,리뉴 데 쾌르란 서비스가 재구성이 되면서 새로운 브랜드를 차량에 적용했다. 2002년 3월 4일, 현재의 명칭으로 운행에 들어갔다. 2005년에 파리에서 제네바를 오가는 열차 명칭으로 사용하기 시작했다. 같은 해 300만명의 승객을 수송했다.
2007년 LGV 에스트가 개통되면서 SNCF TGV POS 차량이 도입되었고 기존 노선에서 고속 신선으로 운행하기 시작했다. 파리 정차역의 경우 파리 동역에 정차했다가 2011년에 LGV 랭-론 노선이 개통되면서 파리 리옹역으로 변경했다. 그로 인해 파리에서 바젤, 취리히 구간 이동 시간이 30분 단축되었다.
현재 운행하는 열차는 SNCF TGV POS, 유로듀플렉스 차량을 운행하고 있으며 2011년 2월, SNCF TGV POS 열차 운행이 증편이 발표되었다. 2012년 1월에 유로듀플렉스 차량이 도입되었다.

## 운행 노선
- TGV 리리아는 다음과 같은 노선을 운행하고 있다.

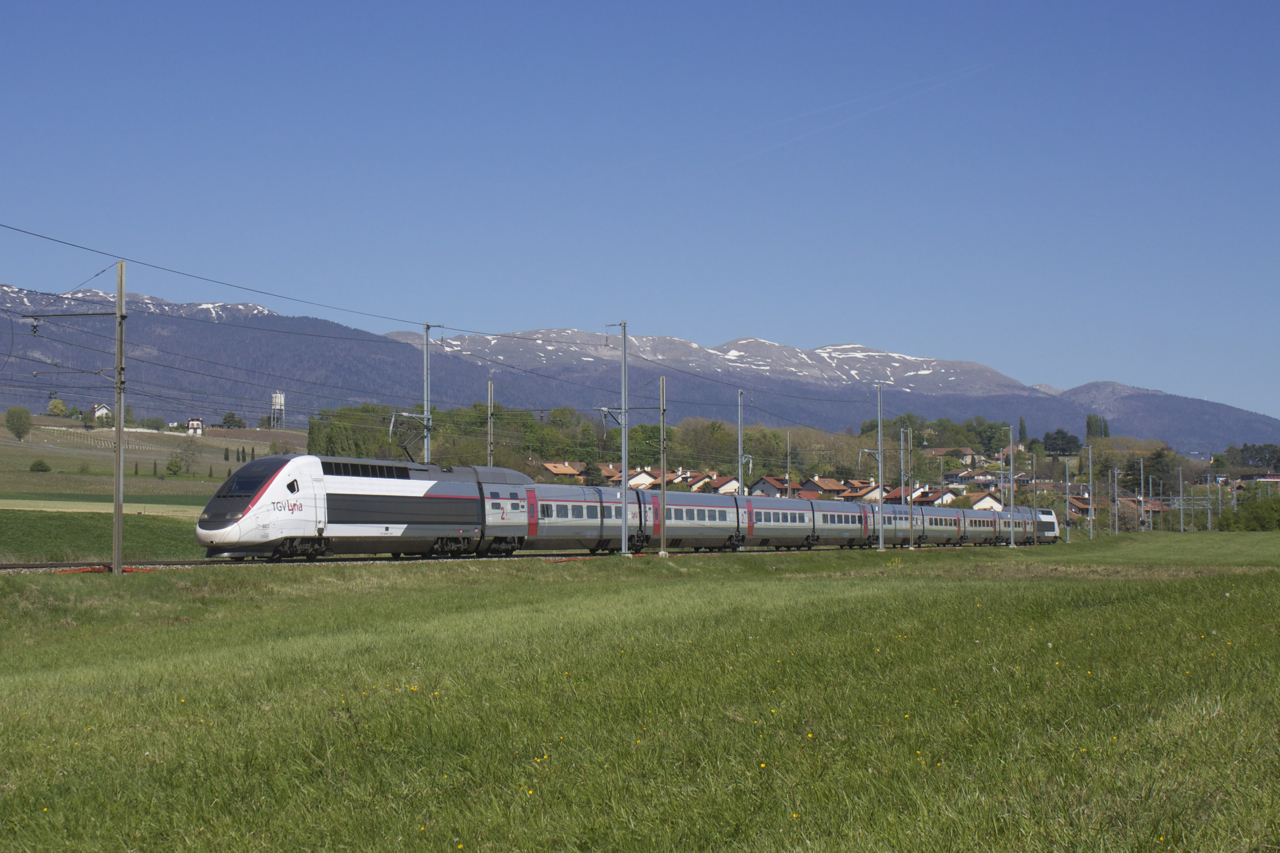
TGV 리리아의 TGV POS 차량

- 제네바 ~ 마르세유 ~ 니스: 왕복 1회 및 2회 운행, 마르세유의 경우 3시간 30분 소요, 니스의 경우 6시간 21분 소요
- 제네바 ~ 파리: 왕복 8회 운행, 3시간 8분에서 3시간 13분 소요
- 로잔 ~ 제네바 ~ 파리: 주당 1회 왕복 운행, 4시간 4분에서 4시간 11분 소요
- 로잔 ~ 디종 ~ 파리: 왕복 4회 운행, 3시간 40분 소요
  - 여름 및 토요일의 경우, 브리그까지 운행, 6시간 소요
- 베른 ~ 바젤 ~ 디종 ~ 파리: 1일 1회, 4시간 27분 소요
- 파리 ~ 디종 ~ 바젤 ~ 베른 ~ 인터라켄: 1일 1회 운행, 5시간 30분 소요
- 취리히 ~ 바젤 ~ 뮐루즈 ~ 파리: 왕복 4회 운행, 취리히의 경우 4시간 3분 소요, 바젤의 경우 3시간 3분 소요